# Dwór w Szalowej
Dwór w Szalowej – drewniany dwór szlachecki znajdujący się w województwie małopolskim,  we wsi Szalowa w powiecie gorlickim.

## Historia
Historia dworu w Szalowej sięga pierwszej połowy XVIII w. Powstał prawdopodobnie z inicjatywy Kazimierza Jordana, podczaszego krakowskiego, którego rodzina weszła w posiadanie części wsi w XVI wieku. Jordanowie mieszkali początkowo w dworku położonym na pograniczu z Polną, a po jego pożarze przenieśli się do Szalowej. Pod koniec XVIII w. lub na początku kolejnego stulecia, prawdopodobnie drogą koligacji rodzinnych majątek przeszedł na własność Skrzyńskich, a potem ich spadkobierców. Około 1890 dwór był własnością Salomei Nowakowej, a później Sydonii Rylskiej zamężnej z Emilem Ścibor-Rylskim herbu Ostoja. Po śmierci Sydonii, pod koniec lat 20. XX w. dobra odziedziczył jej syn Marian Ścibor-Rylski. Majątek liczył wtedy 385 ha. Rylski stopniowo parcelował go, a resztówkę zapisał żonie Rozalii. Zmarł w 1964. W latach 80. XX w. Rozalia w zamian za dożywotnią rentę zapisała posiadłość ojcu obecnej właścicielki.

## Architektura
Wygląd dworu znacznie odbiega od pierwotnego charakteru – został radykalnie zmodernizowany i przedłużony. Pod koniec XIX w. przebudowano jego część zachodnią i dobudowano werandę. Wkrótce część wschodnia otrzymała nowe wejście. Natomiast frontowy (północny) czterokolumnowy ganek nakryty dwuspadowym daszkiem oraz przeszklona drewniana weranda od południa dodana została przez Mariana Rylskiego na początku XX w. lub w okresie międzywojennym.
Dwór to budynek drewniany, o konstrukcji zrębowej, parterowy, z czterokolumnowym portykiem od północy. Dach czterospadowy. Przed fasadą dworu znajduje się owalny podjazd. W otoczeniu dworu drewniane zabudowania gospodarcze (oficyna, spichlerz, stodoła), park z resztkami starodrzewu i dworski staw gospodarczy. Pomiędzy dworem a stawem niewielka kapliczka z figurą przedstawiającą św. Jana Nepomucena.

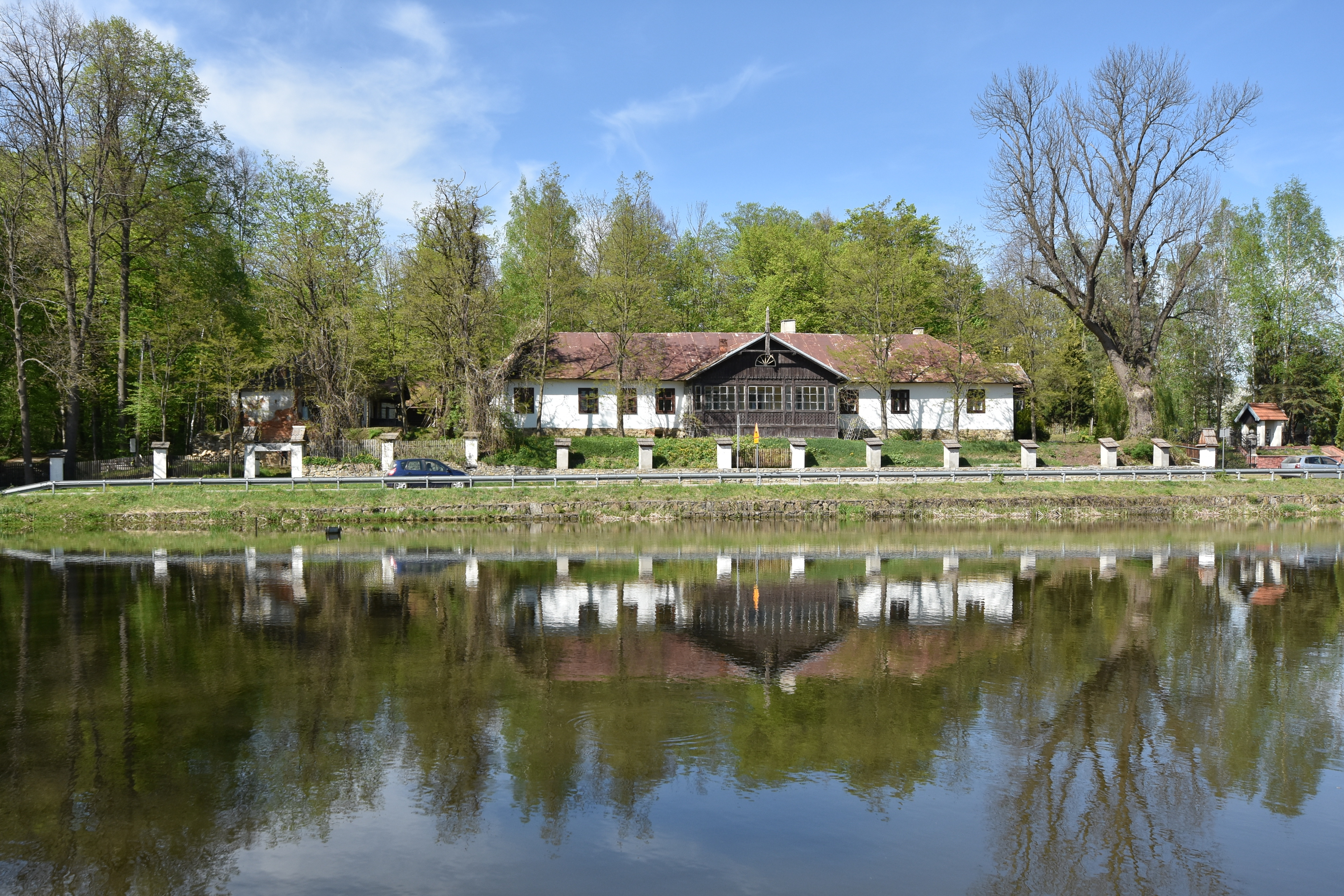
Widok ogólny
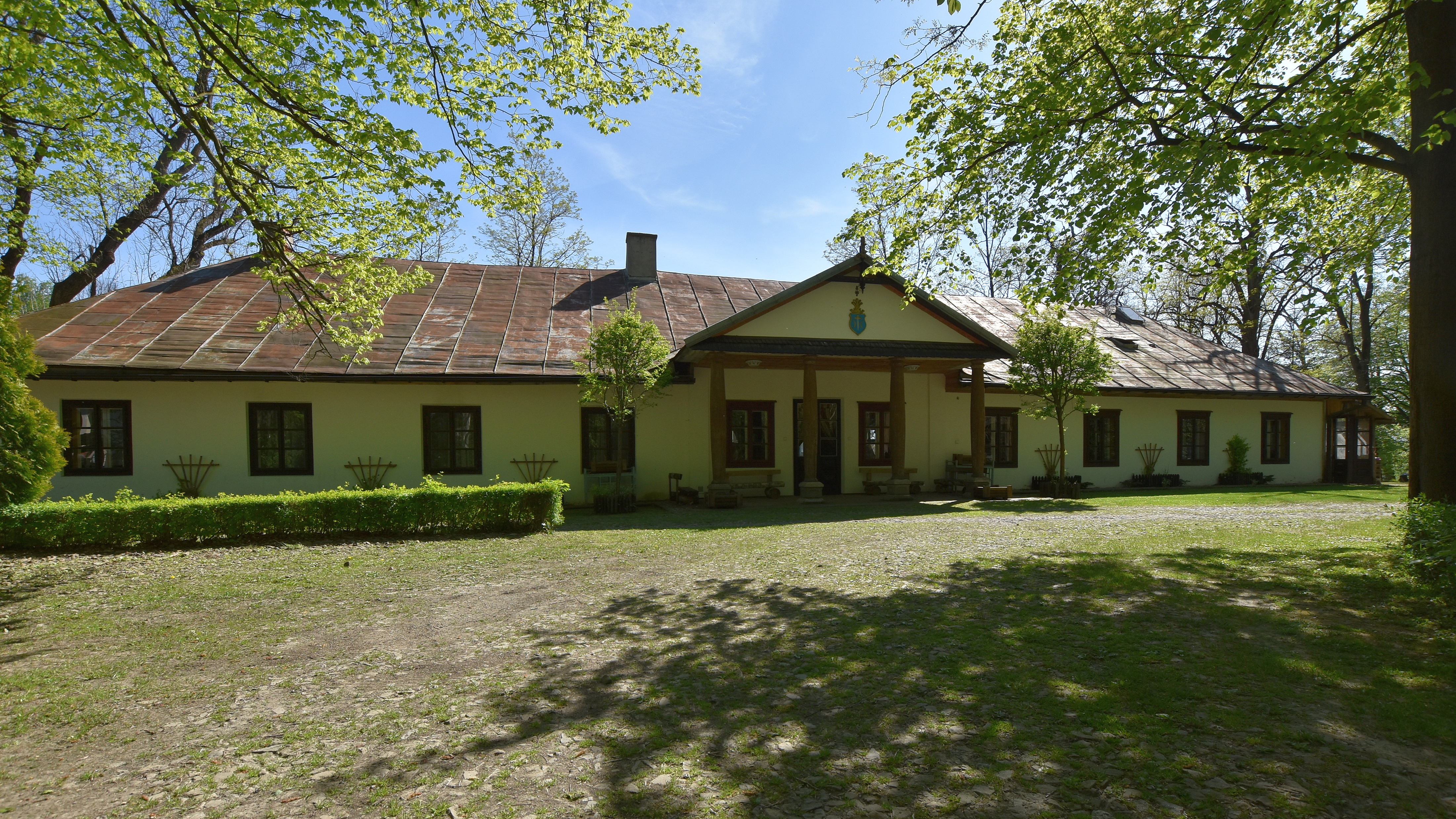
Elewacja północna z herbem Ostoja
Herb Ostoja
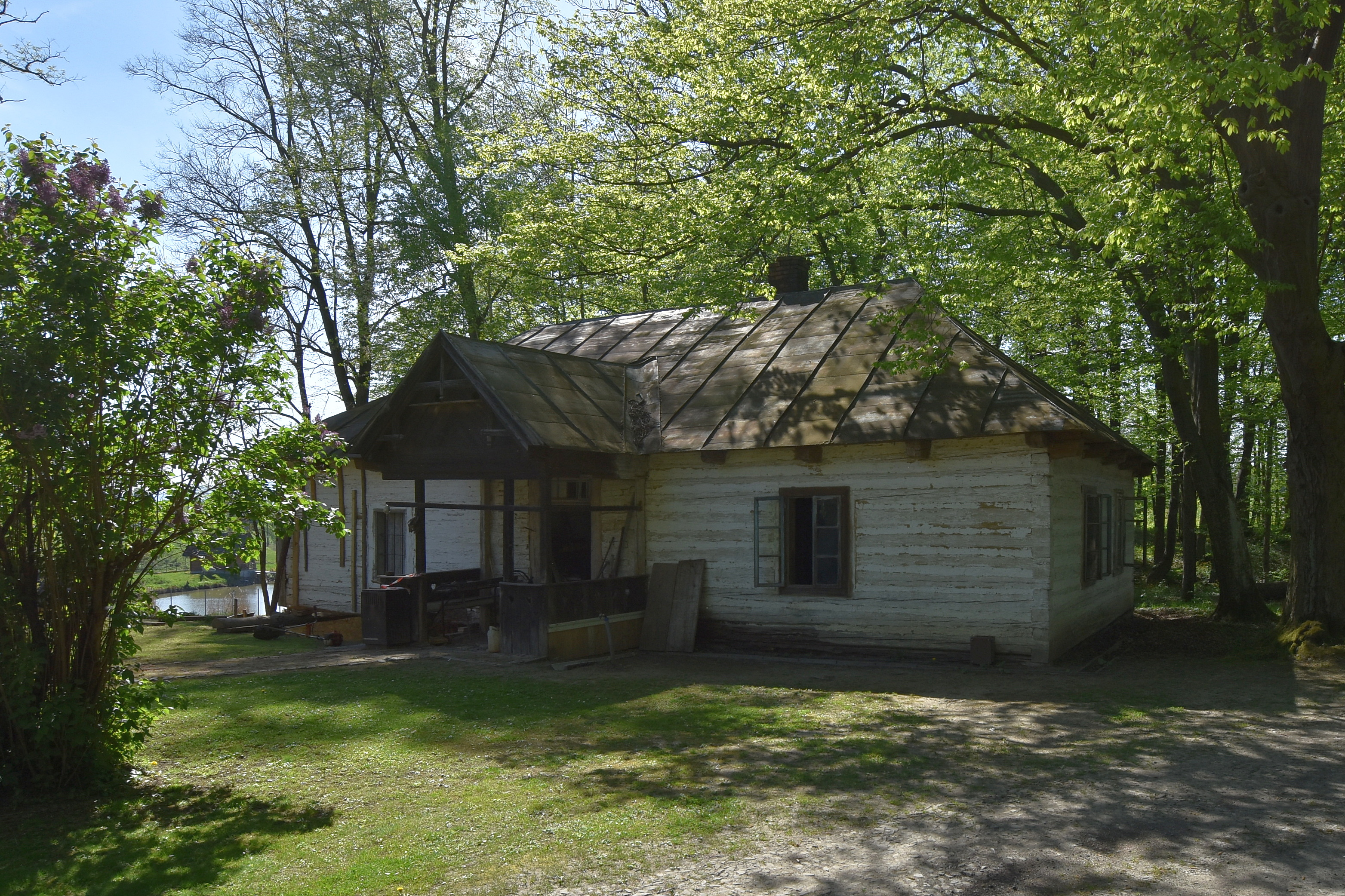
Oficyna